# Cody Deaner
Chris Grey (7 de marzo de 1982), más conocido por su nombre en el ring de Cody Deaner, es un luchador profesional canadiense, que trabaja para Impact Wrestling bajo el nombre de Deaner.

## Carrera en lucha libre profesional

### Impact! Wrestling (2020-presente)
En Hard To Kill, junto a Eric Young & Joe Doering derrotaron a Cousin Jake, Rhino & Tommy Dreamer) en un Old School Rules Match.

## En lucha
- Movimientos finales

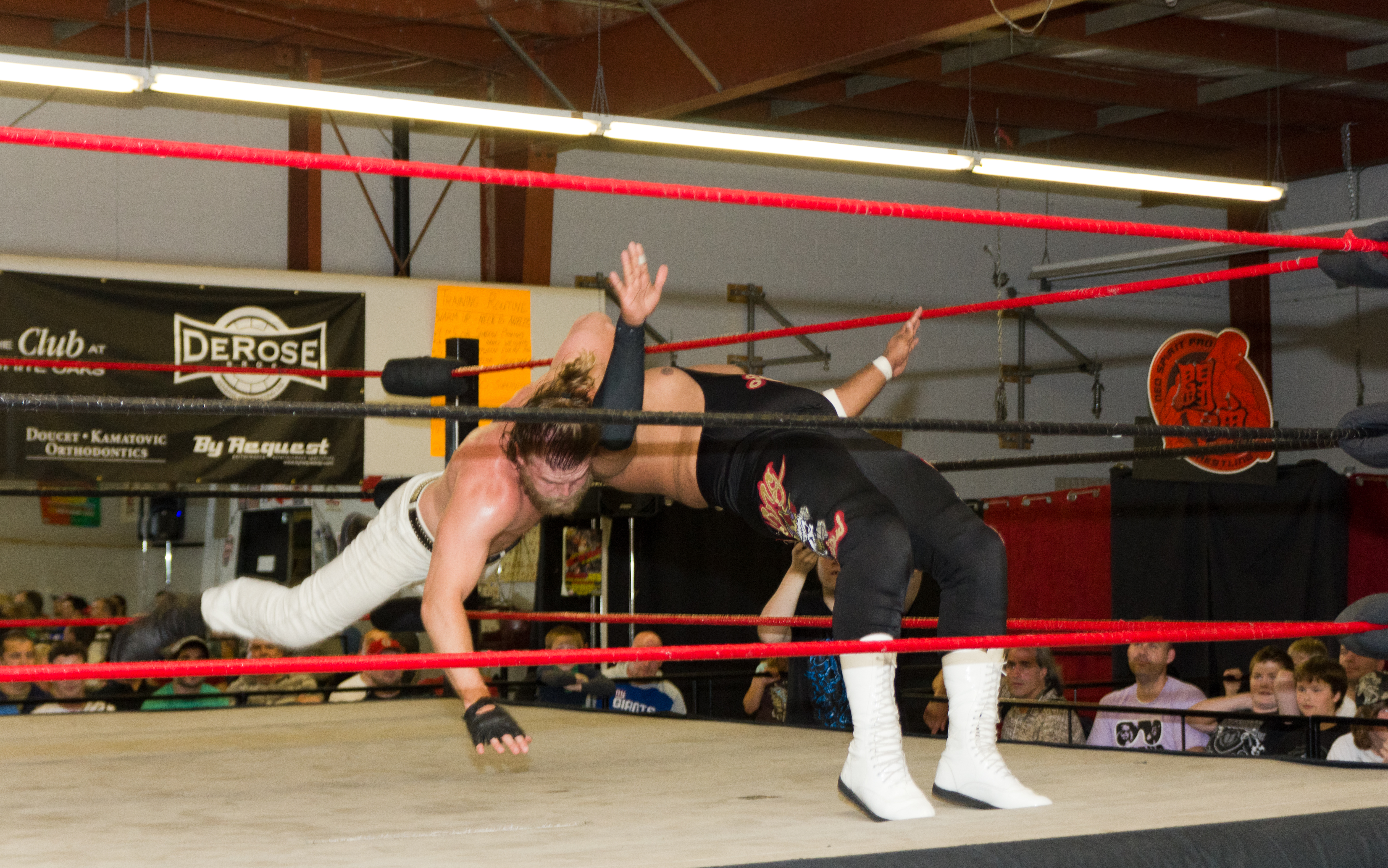
Deaner ejecutando el Giver Drop sobre un oponente

  - Giver Drop (Springboard backflip three-quarter facelock diving reverse DDT)[6]
  - Mulletbutt (Diving headbutt)[3][7]
  - Unemployment Line (Clothesline)[1]

- Apodos
  - "The (self-proclaimed) King of the Knockouts"[8]
  - "The Everyman"
  - "Working Class Warrior"

## Campeonatos y logros
- Classic Championsjip Wrestling
  - CCW Heavyweight Championship[9]

- Great Canadian Wrestling

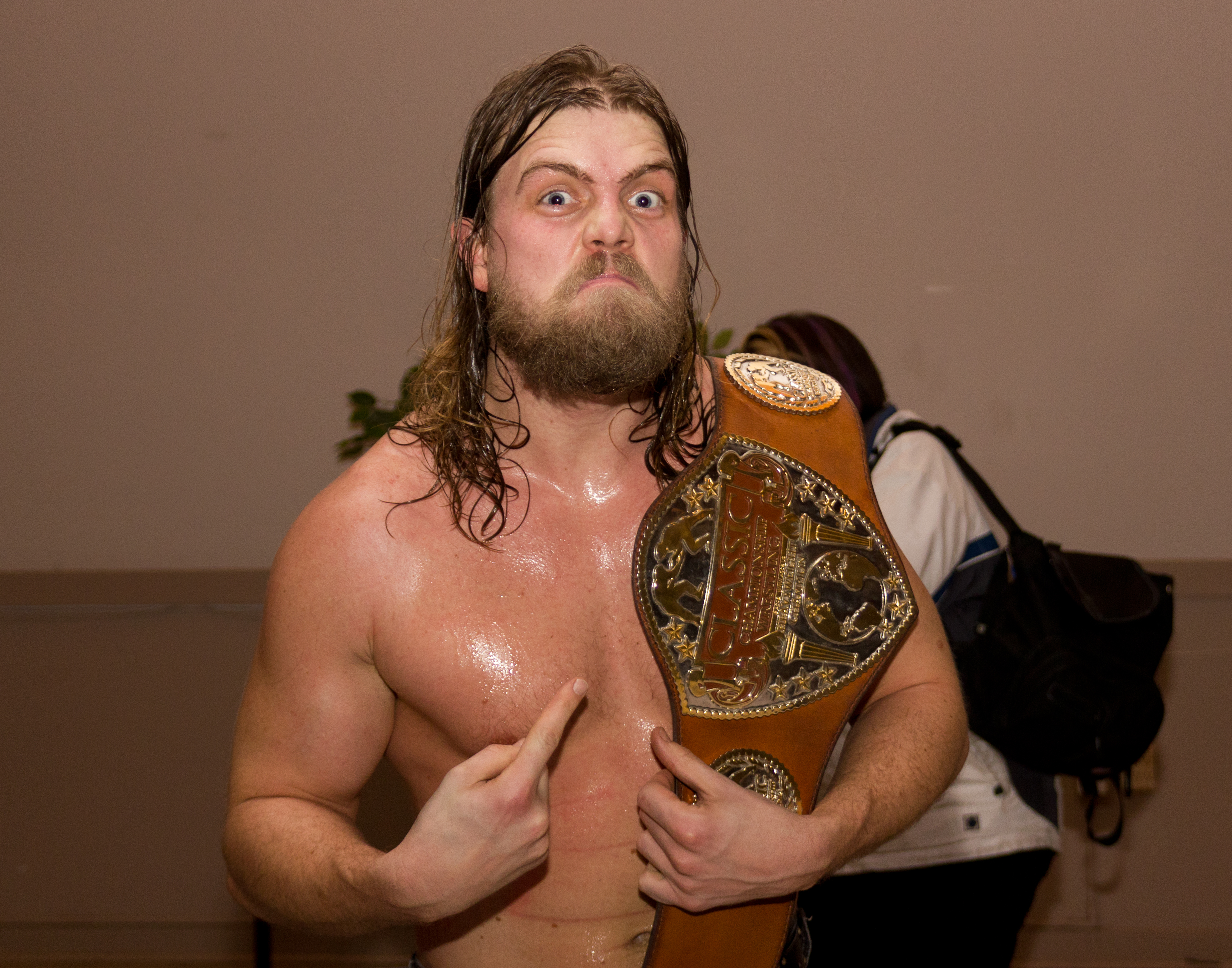
Deaner con el clásico cinturón del Wrestling Heavyweight Championship

  - GCW Ontario Independent Championship (1 vez)[10]
  - GCW Tag Team Championship (2 veces) – con Hayden Avery[10]

- Impact Wrestling
  - Impact World Tag Team Championship (2 veces) - con Eric Young, Joe Doering & Rhino (1), Eric Young & Joe Doering (1)

- Pro Wrestling Illustrated
  - Sutuado en el puesto #168 de los PWI 500 en 2009[11]
  - Situado en el Nº288 en los PWI 500 de 2013[12]

- Pro Wrestling Xtreme
  - PWX Pro Division Championship (1 vez, actual)[13]
  - PWX X Division Championship (1 vez)[14]
  - PWX Xtreme Championship (1 vez)[15]

- TWA Powerhouse
  - TWA Championship (1 vez)
  - TWA Tag Team Championship (1 vez) – con Derek Wylde